# Los Cerricos
Los Cerricos es una localidad española del municipio de Oria, perteneciente a la provincia de Almería, en la comunidad autónoma de Andalucía.

## Historia
Hacia mediados del siglo XIX, el lugar, ya por entonces perteneciente a Oria, tenía contabilizada una población de 239 habitantes. Aparece descrito en el sexto volumen del Diccionario geográfico-estadístico-histórico de España y sus posesiones de Ultramar de Pascual Madoz de la siguiente manera:

CERRICOS (cas. de los): en la prov. de Almería, part. jud. de Purchena, térm. jurisd. y 1 leg. al E. de Oria. Tiene una ermita (San Bartolomé), ayuda de parr. de la matriz, capellan de fija residencia, pila bautismal y cementerio. pobl. 50 vec. y 239 hab., gobernados por un alcalde pedáneo.
(Madoz, 1847, p. 365)

En 2022, la entidad singular de población tenía empadronados 285 habitantes y el núcleo de población 99 habitantes.